# 埃爾佩德雷戈索 (拉斯塔布斯區)
埃爾佩德雷戈索（西班牙語：El Pedregoso），是巴拿馬的城鎮，位於該國中南部，由洛斯桑托斯省的拉斯塔布斯區負責管轄，面積7平方公里，2010年人口279，人口密度每平方公里40人。